# Dowbusz Czerniowce
Dowbusz Czerniowce (ukr. УСК «Довбуш» Чернівці) – ukraiński klub piłkarski z siedzibą w mieście Czerniowce, na zachodzie kraju, działający w latach 1920–1940 oraz od 2018. 

## Historia
Chronologia nazw:
- 1920: Dowbusz Czerniowce (ukr. «Довбуш» Чернівці, rum. Dovbuș Cernăuți)
- 1940: klub rozwiązano
- 2018: Dowbusz Czerniowce (ukr. «Довбуш» Чернівці)

Ukraińskie Sportowe Towarzystwo (UST) Dowbusz zostało założone w Czerniowcach 5 września 1920 roku przez członków Ukraińskiego Kozactwa Akademicznego "Zaporoże". Klub reprezentował w mieście społeczność ukraińską. Zespół piłkarski z sukcesem wystąpił w Pucharze Czerniowiec w 1922 roku. W fazie wstępnej drużyny rywalizowały w dwóch grupach, a zwycięzcy awansowali do finału. W finałowym meczu Ukraińcy wygrali z żydowskim Makabi z wynikiem 3:1.
Klub występował w Mistrzostwach Bukowiny. W 1931 roku nazwę UST "Dowbusz" zmieniono na USK [Ukraiński Sportowy Klub] Dowbusz. W 1940 roku w związku z zajęciem Bukowiny przez wojska radzieckie klub został rozwiązany. 
W 2018 roku klub Dowbusz został odrodzony i zaczął występować na poziomie amatorskim. W latach 2020 i 2021 zespół uczestniczył w Mistrzostwach Ukrainy wśród amatorów.

## Sukcesy
- Mistrzostwa Bukowiny:
  - wicemistrz (1x): 1934
- Mistrzostwa obwodu czerniowieckiego:
  - mistrz (2x): 2020, 2021
- Puchar obwodu czerniowieckiego:
  - zdobywca (1x): 2021
  - finalista (1x): 2020
- Superpuchar obwodu czerniowieckiego:
  - zdobywca (1x): 2021